# Moschorhinus
Moschorhinus is een geslacht van uitgestorven zoogdierreptielen of Therapsida. Hij behoorde tot de onderorde van de Therocephalia en werd ongeveer twee meter lang. Hij leefde voornamelijk in het Perm, maar er zijn ook resten uit het begin van het Trias bekend. Moschorhinus was een carnivoor. Hij zal voornamelijk gejaagd hebben op Dicynodonten zoals de Dicynodon en de Lystrosaurus, die beide veel voorkwamen. Lystrosaurus had net als Moschorhinus ook de grote uitsterving overleefd. Moschorhinus was verwant aan Annatherapsidus, een ander lid van de Moschorhinidae.

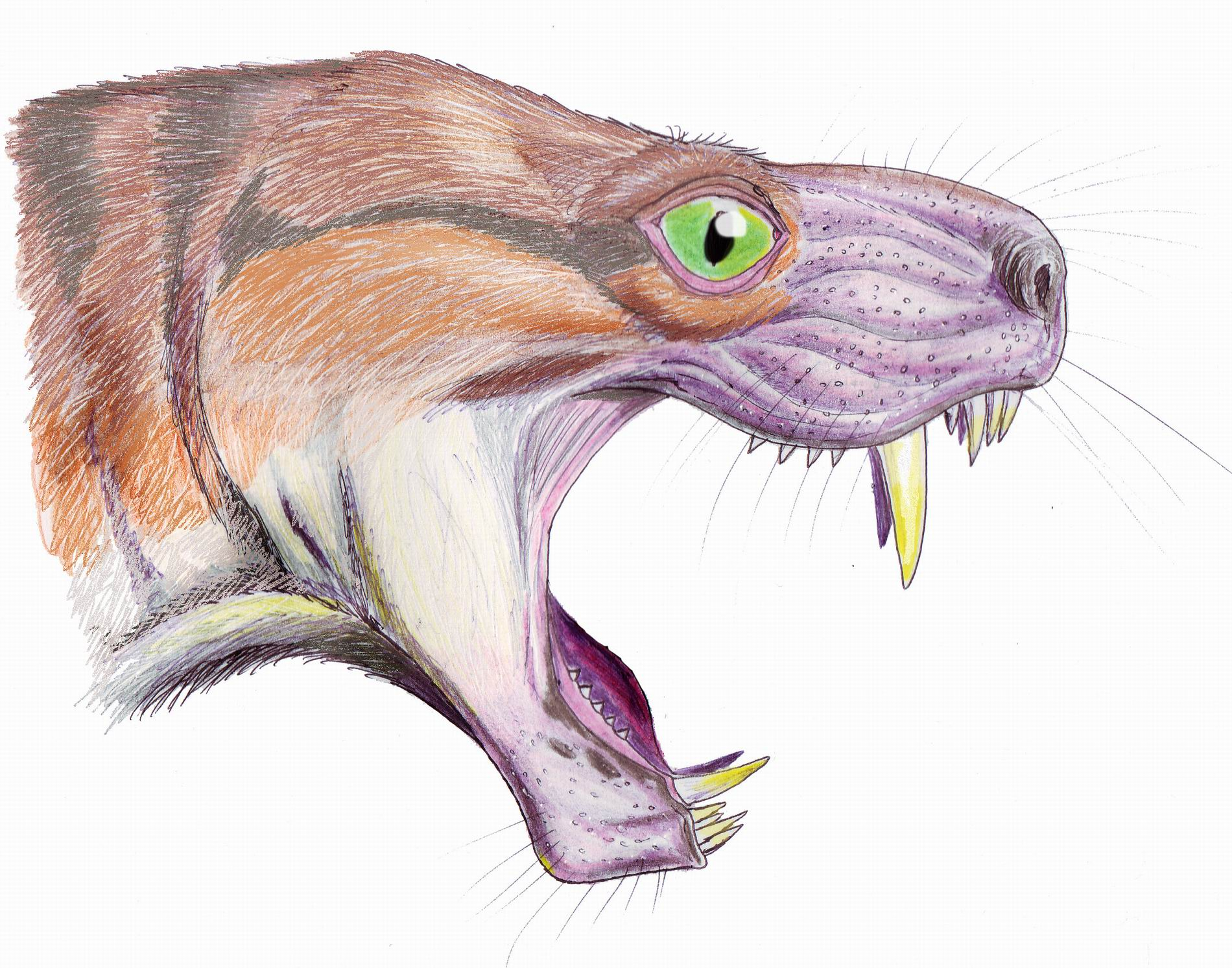
De kop van Moschorhinus.
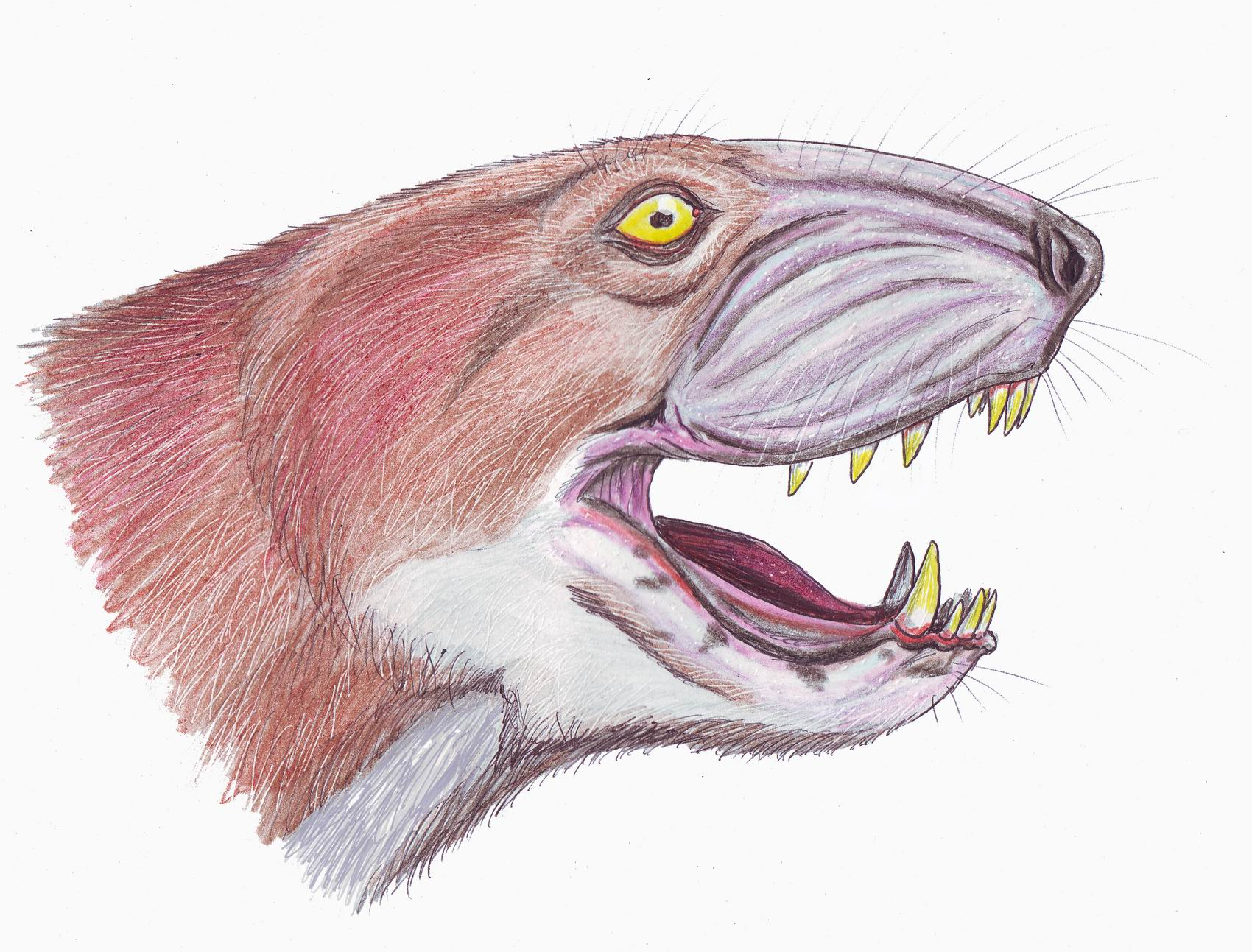
De kop van een nog naamloze verwant van Moschorhinus uit Europa.